# Вар
Вижте пояснителната страница за други значения на Вар.
Варта е материал, получаван чрез изпичането на варовик и традиционно използван в строителството в състава на хоросани и мазилки.
В суров вид варта – наричана негасена – е съставена от калциев оксид и се получава чрез нагряване на варовик до около 900 °C, при което съставящият го калциев карбонат се разпада на калциев оксид и отделен в атмосферата въглероден диоксид. Варта най-често се използва след гасене – заливане с вода, при което калциевият оксид се свързва с нея в калциев хидроксид при отделяне на топлина.
Думата „вар“ произлиза от старобългарското  („горещина“).